# حاجیه
حاجیه (دشت آزادگان)، روستایی از توابع بخش مرکزی شهرستان دشت آزادگان در استان خوزستان ایران است.؟

## جمعیت
این روستا در دهستان حومه‌غربی قرار دارد و براساس سرشماری مرکز آمار ایران در سال ۱۳۸۵، جمعیت آن ۸۸۴ نفر (۱۳۶خانوار) بوده‌است.